# 丹尼拉·安齐费罗夫
丹尼拉·雅科夫列维奇·安齐费罗夫（俄語：Данила Яковлевич Анциферов，？—1712年），俄罗斯帝国探险家。
他是一名西伯利亚哥萨克，跟随弗拉基米尔·瓦西里耶维奇·阿特拉索夫来到堪察加半岛探险。1711年，阿特拉索夫死后，被队伍推举为哥萨克领袖。他与伊凡·彼得罗维奇·科济列夫斯基一样，是最早访问千岛群岛中占守岛和幌筵岛的哥萨克。安季费罗夫和他的伙伴们是第一个描述这些岛屿的人。1712年，安齐费罗夫被伊捷尔缅人杀死。
千岛群岛中的安齐费罗夫岛（日方称“志林规岛”）是以他的名字命名的。此外，幌筵岛的一个海岬和一座火山以他的名字命名。千岛群岛的一种熊也是以他的名字命名的。